# 静思堂

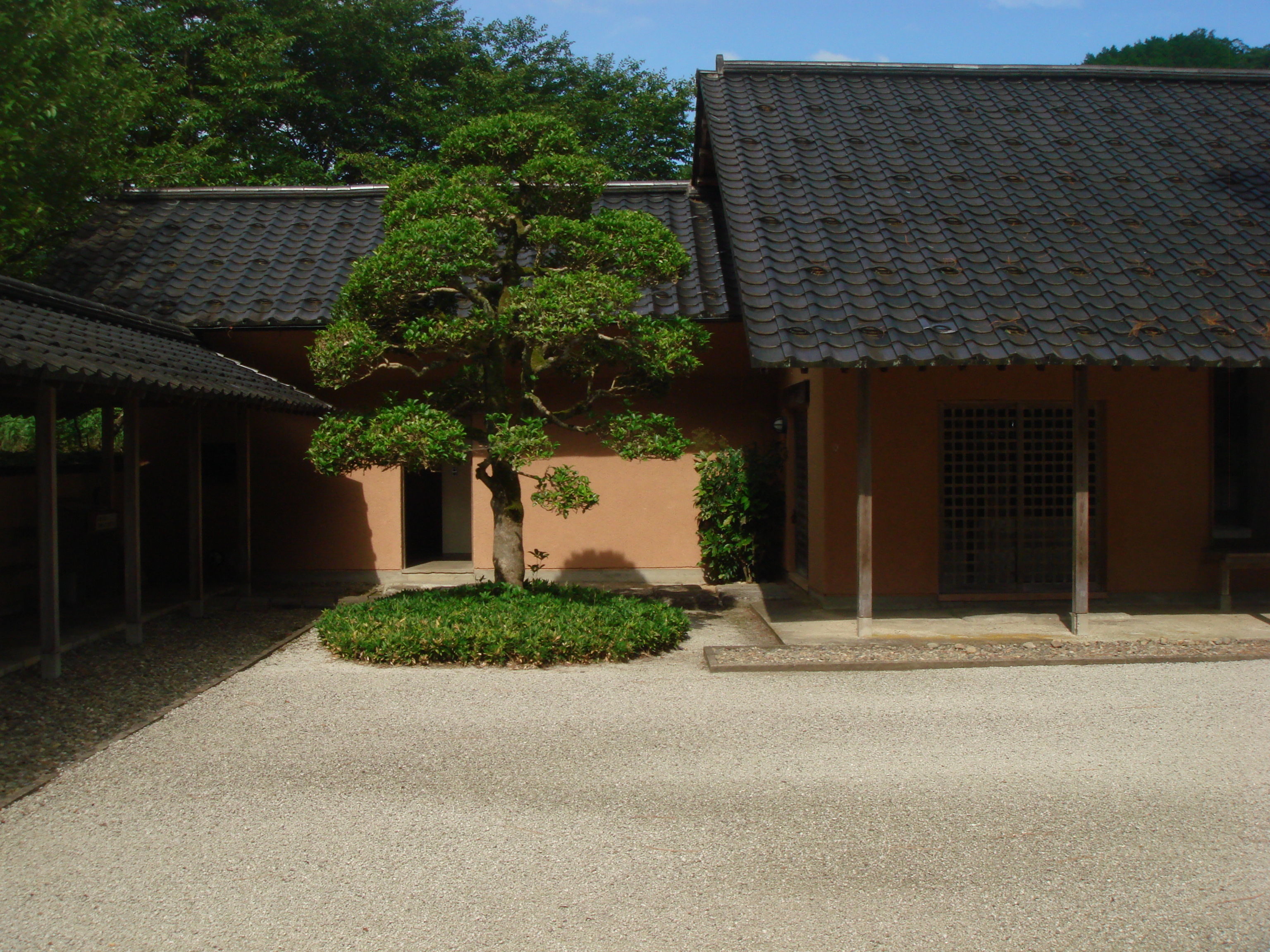
静思堂

静思堂（せいしどう）は、兵庫県豊岡市出石町中村にある記念館。同地出身の政治家・斎藤隆夫の生家を整備し、遺徳をしのぶために建てられた。「斎藤隆夫記念館」の別名がある。建物の名称は、斎藤隆夫の思想につながる「大観静思」（静かに思いを巡らせる空間）に由来するとされる。
1983年（昭和58年）8月に開館した。
斎藤隆夫の遺墨、遺品が多数納められている。建物は兵庫県緑の建築賞に選ばれている。設計は宮脇檀建築研究室が行い、出石の歴史的建築の土壁に多く見られる赤色を出石茶と名付けて採用した。

## アクセス
- 全但バス「福住小学校」バス停より徒歩4分[3]